# Raymond II de Toulouse
Pour les articles homonymes, voir Raymond.
Raymond II de Toulouse, est un noble du royaume de Francie occidentale, comte d'Albi dès 878, comte de Nîmes en 890, comte de Toulouse de 918 à 923 ou 924, marquis de Gothie,,,.

## Biographie
Il est fils d'Eudes, comte de Rouergue, de Quercy, comte de Toulouse  et de Gersende d'Albi.
Une charte datée d’août 878 mentionne une audience tenue à Albi par le comte Raymond dans l'Histoire générale de Languedoc.
En 890, le roi Eudes est à Compiègne en compagnie du comte Raymond déjà possessionné à Nîmes.
Les raimondins semblent être fidèles au nouveau Robertien puis à Charles Le simple en 898.
La branche toulousaine est largement représentée en Quercy et vers le Narbonnais en bas Languedoc, son frère Ermengaud en Rouergue et vers Rodez, le Carcassès  et les terres de Carcassonne- Razès restant indépendantes sous la gouvernance des fils d'Oliba.
Il est fait mention dans la vie de Géraud d'Aurillac du comte Raymond, fils d'Odon ou Eudes, qui mit en prison vers l'an 900 Benoit vicomte de Toulouse, neveu de Géraud, et qui étendait sa domination jusqu'à l'Aveyron, à la limite du Rouergue et de l' Albigeois, conflit qui se termina en 909.
Lui ou son fils Raymond Pons en 923, s'allie avec Guillaume II d'Aquitaine dans la lutte contre les normands puis contre les hongrois.
Il meurt en 923 ou en 924 et son fils Raymond Pons III de Toulouse lui succède.

## Descendance
Son épouse pourrait être Guinidilde, probablement fille de Guifred le Velu, comte de Barcelone,, ; ceci repose  sur la présence d'une comtesse de ce nom à Narbonne en 926, mais ce témoignage est très ténu.
Une autre hypothèse fait d'Emilde l'épouse du comte, ce qui permet d'expliquer l'intervention de son fils en Auvergne et l’apparition du nom Pons.
Son fils est Raymond III Pons (900-944), comte de Toulouse.